# Palacio de Carli
El Palacio de Carli (en esloveno: palača Carli; en italiano: palazzo Carli) es un palacio en la localidad de Koper, una ciudad portuaria en el sudoeste del país europeo de Eslovenia. Lleva el nombre de la familia del historiador y enciclopedista italiano Gian Rinaldo Carli, que nació en ella en 1720. Es un ejemplo de la arquitectura barroca, con un balcón en la planta noble, decorada con una ventana de tres parteluz. Su patio interior, decorado con frescos, cuenta con una fuente que data de 1418.